# Erebia tonalensis
Erebia tonalensis är en fjärilsart som beskrevs av Arnscheid och Peter H. Roos 1976. Erebia tonalensis ingår i släktet Erebia och familjen praktfjärilar. Inga underarter finns listade i Catalogue of Life.